# 上矢作町立下原田中学校
上矢作町立下原田中学校（かみやはぎちょうりつ　しもはらだちゅうがっこう）は、かつて岐阜県恵那郡上矢作町（現・恵那市）に存在した公立中学校。

## 概要
- 恵那郡上矢作町の西部（旧・恵那郡下原田村）が校区であった。1989年上中学校と統合し、上矢作中学校の新設により廃校。廃校時の児童数は49名。
- 校舎は下原田小学校に隣接していた。跡地は2022年現在、特別養護老人ホームとなっている。

## 沿革
- 1947年（昭和22年）4月1日 - 恵那郡下原田村に下原田村立下原田中学校として開校。校舎は下原田村立下原田小学校の一部を使用。上小学校と併設され、下原田村立下原田小中学校とも称した。
- 1949年（昭和24年） - 新校舎が完成。
- 1956年（昭和31年）9月30日 - 上村と下原田村が合併し、上矢作町が発足。同時に上矢作町立下原田中学校に改称する。
- 1957年（昭和32年）12月 - 体育館が完成。
- 1968年（昭和43年）7月 - プールが完成。
- 1969年（昭和44年） - スケート場が完成。
- 1979年（昭和54年）4月 - 下原田小学校との併設が解消され、下原田中学校は独立校となる。
- 1989年（平成元年）3月 - 上矢作町立上中学校と統合し、上矢作中学校の新設により廃校。